# Сен-Дени — Порт-де-Пари (станция метро)
Сен-Дени — Порт-де-Пари (фр. Saint-Denis - Porte de Paris) — станция линии 13 Парижского метрополитена, расположенная в центре города Сен-Дени возле трассы, ведущей в центр Парижа.
С 16 декабря 2014 года рядом со станцией действует конечная остановка трамвая № 8.

## История
- Станция открылась 20 июня 1976 года пускового участка линии 13 Карфур-Плейель — Базилик-де-Сен-Дени, продлившего линию 13 вглубь города Сен-Дени. В 1990-х годах на станции прошла реновация, связанная с открытием Стад де Франс, располагающегося к юго-востоку от станции метро.
- В 2008 году станция использовалась для съёмок трейлера игры Saints Row 2.[2].
- Пассажиропоток по станции по входу в 2015 году, по данным RATP, составил 3 729 178 человек (136 место по уровню входного пассажиропотока в Парижском метро)[3]

## Конструкция и оформление
Станция построена по типовому парижскому проекту 1970—1980-х годов (однопролётная станция мелкого заложения с боковыми платформами). В 2012 году на станции были установлены автоматические платформенные ворота.

## Путевое развитие
С обеих сторон от станции располагаются съезды: к юго-западу — противошёрстный, к северо-востоку — пошёрстный.

## Галерея

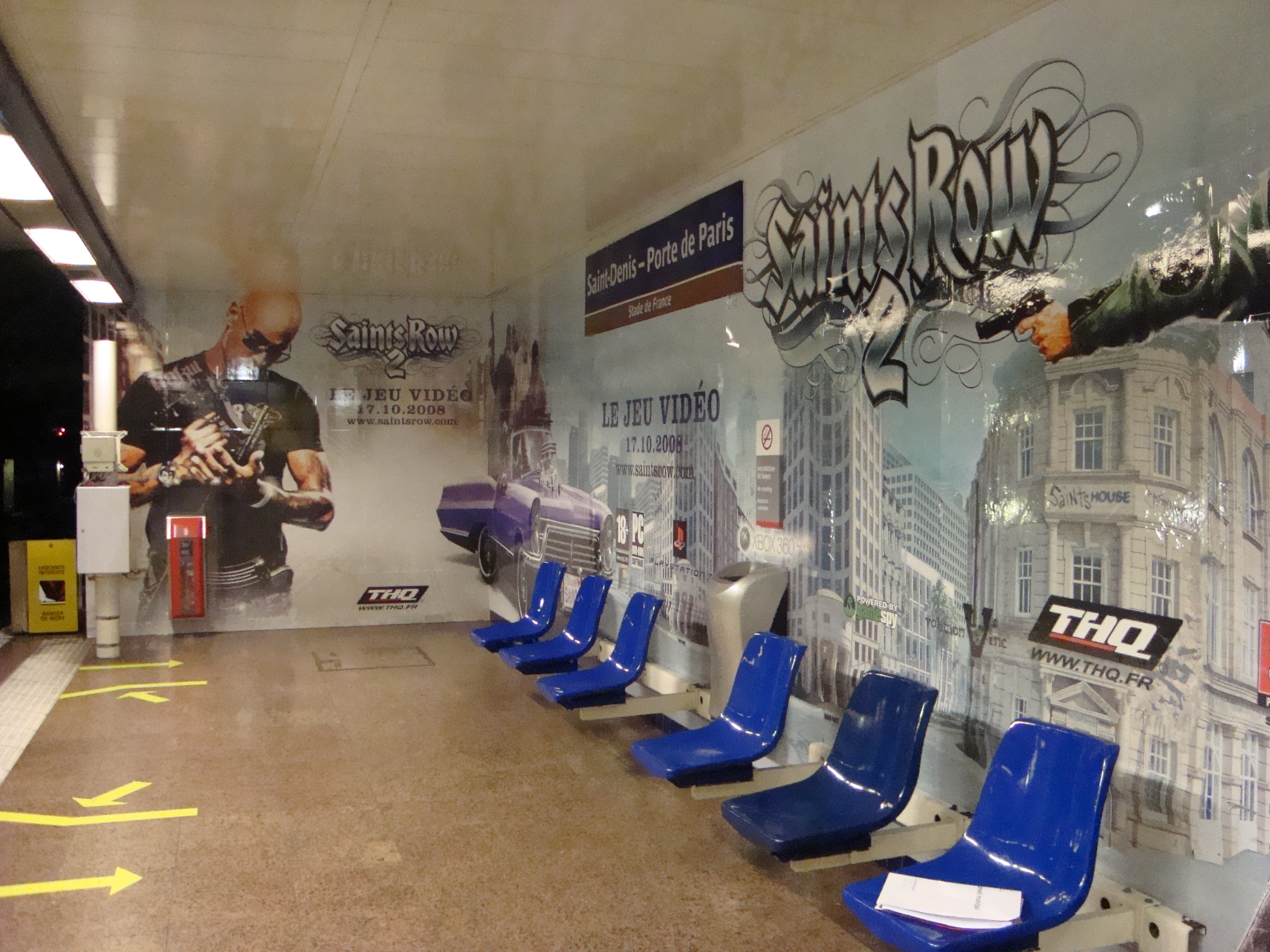
Путевая стена, оформленная для промоакции игры Saints Row 2
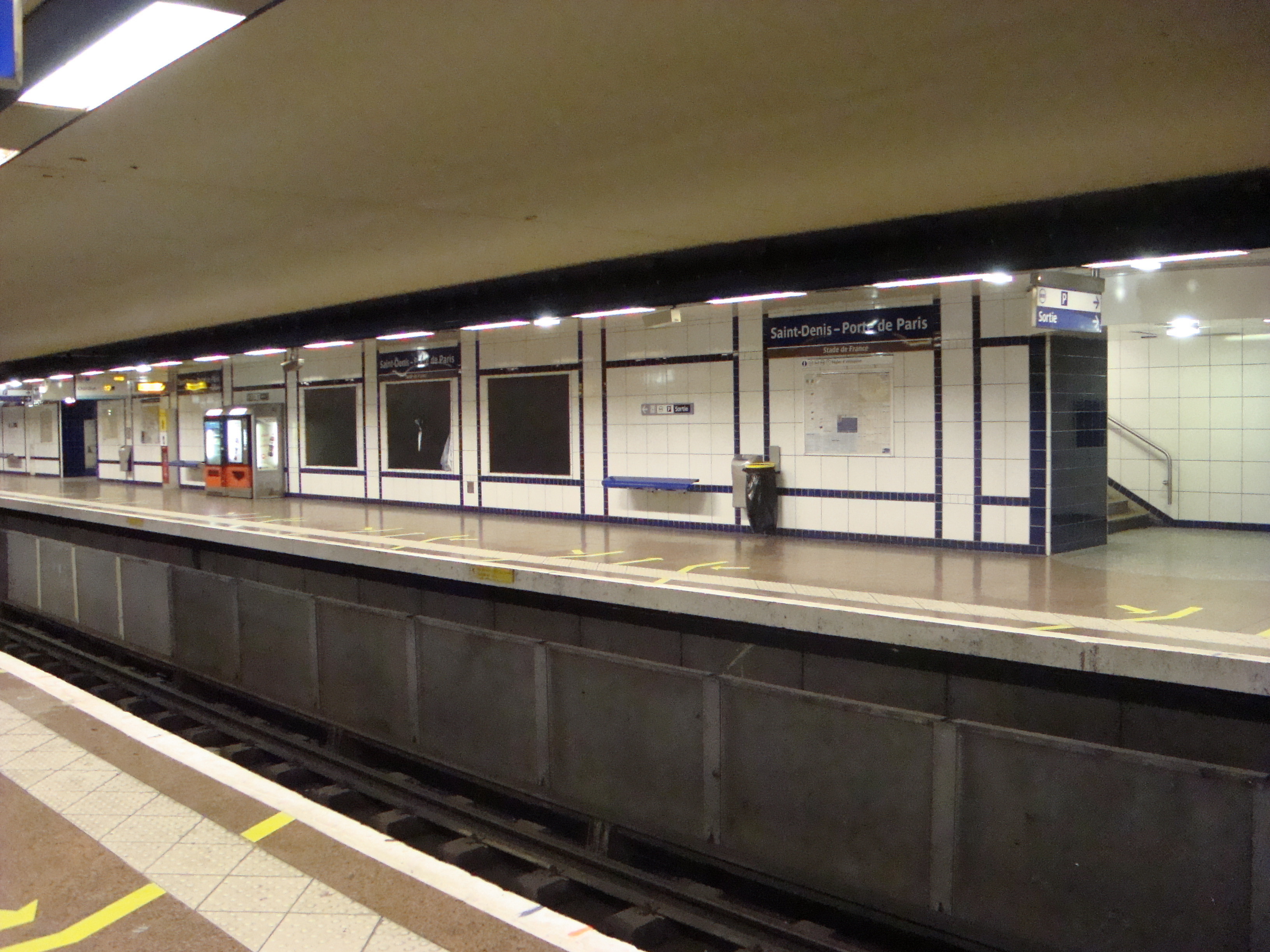
Путевая стена (стандартный вид)
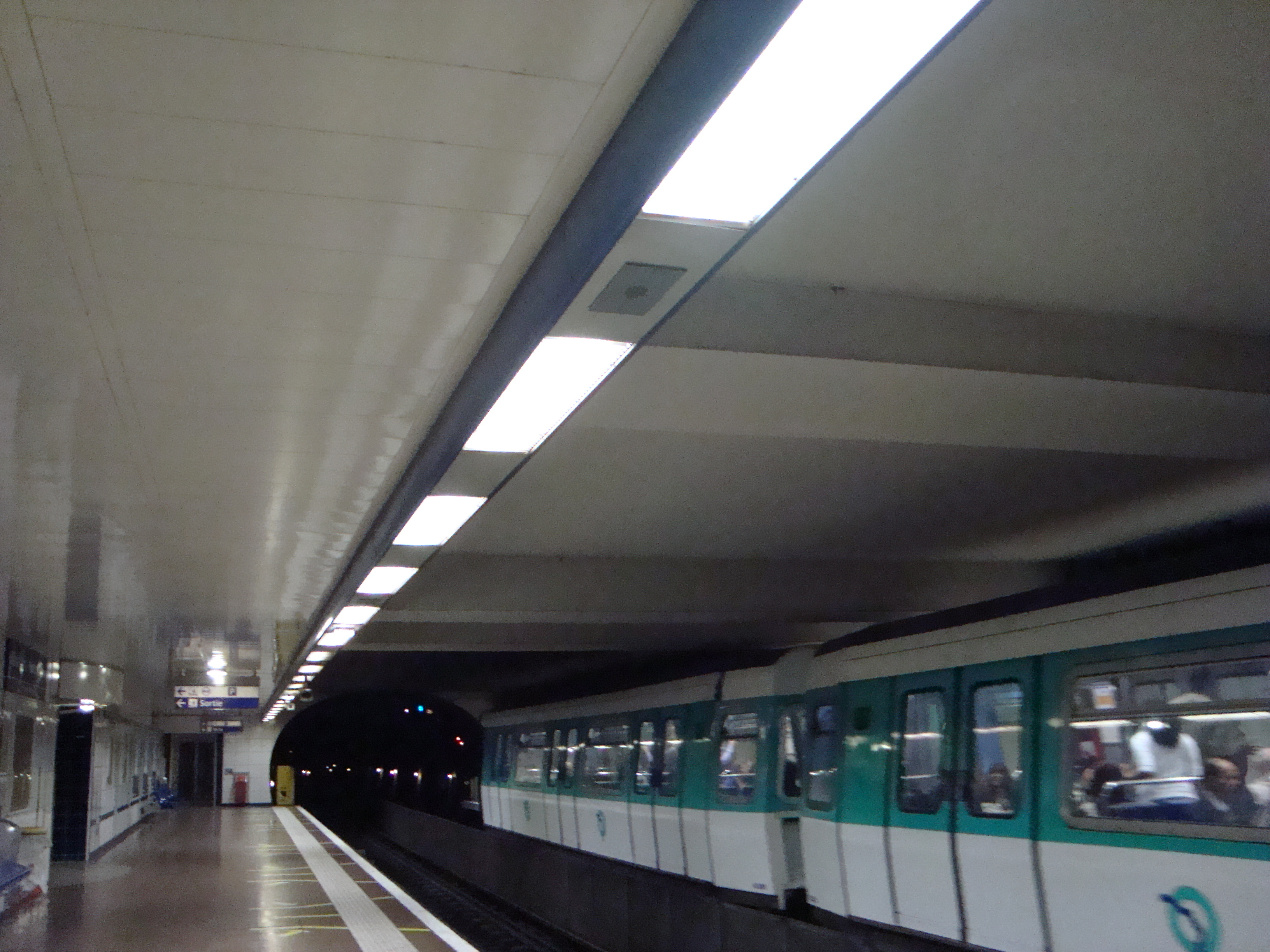
Состав модели MF 77 отправляется со станции